# بيتر فلورا
بيتر فلورا (بالألمانية: Peter Flora)‏ هو كاتب نمساوي، ولد في 3 مارس 1944 في إنسبروك في النمسا.